# Åhmanssonska gården
Åhmanssonska gården är en fastighet vid korsningen Kommendörsgatan och Allmänna vägen i Majorna i Göteborg.
På tomten finns idag dels en villa från 1862, dels två 2017 inflyttningsklara bostadshus. 
Innan en förödande brand bröt ut vid Allmänna vägen den 21 maj 1862 fanns på tomten, som ägdes av handelsmannen Carl Albin Borgström (född 1807) flera träbyggnader, bland annat ett tvåvånings bostadshus mot gatan, ett mindre bostadshus och sju andra byggnader. Flera av byggnaderna, bland annat huvudbostadshuset, ödelades.
Den Åhmanssonska villan från 1862 var vid uppförandet en av Majornas mer prominenta byggnader med en trädgård som sträckte sig till den nuvarande Djurgårdsskolan. Huset är uppfört i en och en halv våning med fasader i gult tegel. Huset inrymde Carl Albin Borgströms handelsbod och bostad. Dessutom byggdes flera ekonomibyggnader på den stora tomten. 
På 1870-talet köptes fastigheten av repslagarmästaren Charles Åhmansson (född 1822–1894). I början av 1900-talet avstyckades tomten för anläggande av Kommendörsgatan och ytterligare 1915 för uppförande av landshövdingehus utmed Kommendörsgatans östra sida. År 1919 inrättades i gården Göteborgs första yrkesskola. Under andra världskriget inrättades där en flygmekanikerskola på initiativ av Flygvapnet. I början av 1950-talet blev skolan en kommunal tvåårig yrkesskola för motormekaniker och en ettårig skola för verkstadsmekaniker. Teorisalen låg i ett nu rivet hus på gården, som tidigare varit ett bostadshus.
Efter renovering i slutet av 1980-talet användes fastigheten för dagisverksamhet. År 2007 stängdes verksamheten på grund av fukt- och mögelskador, varefter huset stod obebott fram till en omfattande om- och nybyggnad av Familjebostäder i Göteborg från 2015. 1800-talsbyggnaden gjordes då om till fyra lägenheter, vartill kom två nyuppförda bostadshus på gården med 21 lägenheter, ritade av Liljewall arkitekter.